# 刷子與滾筒
《刷子与滚筒》是1981年發行的迷宮街機遊戲，由ADK開發，Kural Samno Electric日本發行。北美版由威廉電子（Williams Electronics）發行，歐洲版是由Karateco及Exidy發行。
玩家控制一支畫筆，將整個迷宮填滿通關至下一關，迷宮裡會有兩條顏色分別是黃色和淡藍的魚兒從水箱裡跑出來，玩家可用滾筒加速，並衝撞魚兒得分，每次衝撞都會使分數加倍，被打中後會回到其所在的水箱待命一段時間後再出來，遊戲剛開始將魚兒設定得很笨，不會找方向，隨著遊戲時間越長，魚兒會漸漸地聰明起來，學會在玩家接近避開滾筒，並想出策略將玩家困住在牠們之中，關卡越高這種時間差距就會越短。第三個敵人會在遊戲進行一段長時間出現，一但出現它就會將塗漆留下軌跡，玩家得要再經過塗漆清除軌跡，而且還必須要消滅第三個敵人以防再塗上軌跡而浪費時間，跟魚兒不同的是第三個敵人可直接接觸消滅。

FC版遊戲標題畫面，本版是未經授權的無牌遊戲

本遊戲於1990年由黃信維（Hwang Shinwei）移植到FC遊戲機，是未經任天堂授權的無牌遊戲。由於低容量的性質，跟《魔法寶石》常被盜版FC遊戲合卡和克隆機收錄。更曾在1991年被NTDEC改造成Bookyman，其後Bookyman於1992年由Calrton收錄至Caltron 6合1（Caltron 6-in-1）中。Caltron版的Bookyman修正了衝撞敵人得分及畫筆（Bookyman為甲蟲）死掉時音樂頓時停止（NTDEC版的Bookyman未修正）的問題，及破關時左方幾個損壞點陣圖並改為方格，BGM及音效則全面翻新。
1999年由SNK將本遊戲移植至Neo Geo Pocket Color掌機平台。

## 外部連結
- Killer List of Videogames上的《刷子與滾筒》